# El Sobrante
El Sobrante è un census-designated place (CDP) nella Contea di Contra Costa, California, Stati Uniti d'America.
La popolazione era di 12.669 al censimento del 2010. Il nome spagnolo "El Sobrante" significa "residuo", "avanzi" in italiano.

## Geografia fisica
Secondo l'ufficio del censimento degli Stati Uniti, il CDP aveva una superficie totale di 3.1 miglia quadrate (8.0 km²). Le principali strade includono San Pablo Dam Road (una strada che parte da Richmond a San Pablo, attraverso El Sobrante, passato EBMUD San Pablo Reservoir), Valley View Road e Appian Way. San Pablo Dam Road e Appian Way sono entrambe connesse a Interstate 80 all'est.

## Storia
Tra l'8000 a.C. e il 1000 a.C. una tribù indigena di persone chiamate gli Huchiun, una sub-tribù dell'Ohlone, giunsero all'East Bay, includendo El Sobrante. Uno dei villaggi Huichin era situato dove oggi c'è la libreria di El Sobrante.
Nel 1770 gli Hunchin furono obbligati a convertirsi al cristianesimo dai missionari spagnoli.
Dopo l'indipendenza Messicana dalla Spagna, nel tardo XIX secolo, ai coloni spagnoli vennero assegnati terreni sovvenzionati, uno di questi era Rancho El Sobrante, conferito a Juan Jose e Víctor Castro nel 1841.
I confini delle concessioni erano insolitamente complicati, in quanto dovevano essere determinati da quelli delle concessioni circostanti: San Antonio, San Pablo, El Pinole, Boca de la Cañada del Pinole, Acalanes, e La Laguna de los Colorados Palos. In questo senso, il rancho era el sobrante, cioè, in lingua spagnola, l'area rimanente.  Controversie legali in materia di confini e richieste degli occupanti si sono protratte per quattro decenni, con spese che costarono gran parte del terreno, che dovette essere venduto per poter pagare le spese di giudizio.
A Victor Castro rimasero 549 ettari (2,22 km²), della concessione originaria. Egli costruì una dimora Adobe in quello che oggi è El Cerrito e divenne uno dei primi membri del consiglio di vigilanza della contea di Contra Costa. Castro è morto all'età di 90 anni nel 1897; alcuni dei suoi discendenti vivono ancora nella zona di Castro Ranch Road. 
Il nome Sobrante è stato applicato, con l'aggiunta dell'articolo definito spagnolo El, al momento dell'apertura del primo ufficio postale nel 1941.
Con il XX secolo El Rancho Sobrante è stato ridotto ad una serie di piccoli allevamenti, che seguivano in genere una strada sterrata lungo San Pablo Creek. Molti di questi allevamenti sono stati ulteriormente suddivisi, le strade sono state lastricate e molte case sono state costruite. El Sobrante si è quindi trasformato da un villaggio rurale ad una comunità semi-rurale.

## Curiosità
La città fu luogo di nascita della band Primus: il gruppo la cita nel brano Jerry Was A Racecar Driver, dall'album Sailing the Seas of Cheese (1991).